# 上厚內信號場
上厚內信號場（日语：／ Kami-atsunai shingōjō */?）是一個位於北海道十勝郡浦幌町字上厚內的北海道旅客鐵道（JR北海道）根室本線的信號場。電報略號為カア。
車站名稱的來自車站的位置，即厚內川的上游。
由於近年使用人數持續低迷，JR北海道內部調查亦發現本站每日平均使用人次少於1人，因此決定於2017年3月4日起廢站。

## 歷史
- 1910年（明治43年）12月1日 - 新設官設鐵道上厚內號誌台新設。
- 1922年（大正11年）4月1日 - 改稱為上厚號誌站。
- 1926年（大正15年）8月1日 - 升格為車站。
- 1953年（昭和28年）11月25日 - 車站大樓改建。
- 1971年（昭和46年）10月2日 - 廢除貨物及行李處理。車站簡易委託化。
- 1987年（昭和62年）4月1日 - 國鐵分割民營化後，由JR北海道繼承。
- 1992年（平成4年）4月1日 - 廢除簡易委託，車站完全無人化。
- 2017年（平成29年）3月4日 - 降格為信號場。

## 車站構造
- 上厚內車站為2面2線、側式月台的地面車站。
- 位於車站大樓旁的1號線為下行（往厚內、白糠、釧路方向），而2號線為上行（浦幌、池田、帶廣方向）。
- 為無人車站。

## 車站周邊
附近只有一個小村莊。
- 國道38號

## 相鄰車站
北海道旅客鐵道（JR北海道）
■根室本線
浦幌（K40）－（常豐信號場）－（上厚內信號場）－厚內（K42）

## 外部連結
- （日語）上厚內車站（JR北海道釧路分社）
- （日語）上厚內車站
- （日語）全驛參觀之旅 （页面存档备份，存于）